# 兄弟谋杀
兄弟谋杀（英语Fratricide，由拉丁语frater（兄弟）和cida（杀手）组成，或从cidum（一场杀戮），或从caedere（杀死、切开）），表示一个人杀死他的兄弟。
著名的謀殺兄弟事件包括《聖經》的該隱與亞伯，以及中國唐朝的玄武門之變。
在中文语境中，也可以指手足相残。
在奥斯曼土耳其帝国，穆罕默德二世制定了弑亲法，从法律上承认了新即位的苏丹可以杀死自己的兄弟。